# Lycoris nicaeensis
Lycoris nicaeensis är en ringmaskart som beskrevs av Risso 1826. Lycoris nicaeensis ingår i släktet Lycoris och familjen Nereididae. Inga underarter finns listade i Catalogue of Life.